# 2023년 네덜란드 그랑프리
2023 네덜란드 그랑프리(공식 명칭: 포뮬러 1 하이네켄 네덜란드 그랑프리 2023)는 네덜란드에 위치한 헝가로링에서 열린 포뮬러 원 대회로 네덜란드 그랑프리의 35번째 대회이다. 이번 그랑프리는 2023년 포뮬러 원 시즌의 14번째 라운드로 8월 25일부터 27일까지 열렸다.
이번 그랑프리에서 뉴질랜드 국적의 리암 로슨이 훈련 세션 도중 손을 다친 알파타우리의 다니엘 리카도를 대신하여 출전해 그의 커리어 첫 F1 그랑프리 데뷔 경주를 가졌다. 우승은 레드불 레이싱의 막스 페르스타펀이 차지했고, 이번 우승으로 제바스티안 페텔이 가지고 있는 그랑프리 9회 연속 우승 기록과 동률을 기록했다.